# Афганистан
Афганистан (на пущунски: افغانستان; на дари: افغانستان), официално Ислямско емирство Афганистан (на пущу: د افغانستان اسلامي امارت) е държава в Централна Азия без излаз на море. Столицата е Кабул. Афганистан буквално означава „земя на афганците“, но в миналото са използвани и други имена за назоваването на нейните земи.
Афганистан е древна пресечна точка на човешките миграции по Пътя на коприната. Археологически находки свидетелстват за хора, обитаващи земите на днешен Афганистан, още през 50 000 г. пр. Хр. Предполага се, че развитието на градове в района е започнало между 3000 и 2000 г. пр. Хр. Разположен на стратегическо място между Близкия изток, Централна Азия и Индийския субконтинент, Афганистан е бил дом на най-различни народи през вековете и свидетел на много военни кампании, включително тези на Александър Велики, Чингис хан и западните държави в модерната епоха. Афганистан е служил като плацдарм за уголемяване на империите на гръко-бактрийците, кушаните, сафаридите, газнавидите, гхоридите, тимуридите, моголите и много други.
Политическата история на съвременен Афганистан започва през 1709 г. с възхода на пущуните, когато в Кандахар се поставя началото на династията Хотаки, последвано от идването на Ахмад-шах Дурани на власт през 1747 г. В края на 19 век страната се превръща в буферна зона в Голямата игра между британската и руската империя. След Третата англо-афганистанска война през 1919 г. и подписването на Договора от Равалпинди, крал Аманула-хан започва модернизация на страната. По време на Студената война, след оттеглянето на британците от съседна Индия през 1947 г., Съединените щати и Съветският съюз започват борба за влияние в Афганистан. Между 1979 и 1989 г. страната претърпява голям конфликт между подкрепяните от САЩ муджахидински сили и поддържаното от Съветския съюз афганистанско правителство, която завършва с победа за муджахидините и смъртта на близо един милион афганистанци, най-вече от противопехотни мини. През 1990-те години избухва гражданска война, видяла възхода и падението на екстремисткото правителство на талибаните и присъствието на западни сили от 2001 година насам. През декември 2001 г. Съветът за сигурност на ООН одобрява създаването на Международните сили за сигурност (ISAF) с цел поддържане на сигурността в Афганистан и подпомагане на правителството на Хамид Карзай.
Заради десетилетията конфликти Афганистан се е превърнал в най-опасната страна в света и най-големият източник на бежанци и търсещи убежище. Докато международната общност подпомага възстановяването на страната, терористични групи като Хакани и Хезби Ислами активно участват в бунт на национално ниво, воден от талибаните, който включва стотици убийства и самоубийствени атентати на година. Според ООН бунтовниците са отговорни за 75 % от цивилните жертви през 2010 и 80 % през 2011 г. Изтеглянето на последните съюзнически сили в средата на 2021 година е последвано от светкавична офанзива на талибаните през август. Те завземат цялата страна, с което установяват Ислямско емирство Афганистан, а поддържаната от съюзниците Ислямска република Афганистан престава да съществува.

## Наименование
Името Афганистан на персийски означава „земя на афганците“, който произхожда от етнонима „афган“. В исторически план това название се използва за обозначаване на пущуните, най-голямата етническа група в страната. То се споменава като абган през IV век от сасанидите и като авагана през VI век от индийския астроном Варахамихира. Народ с названието „афганци“ се споменава няколко пъти в географската книга Худуд ал-Алам от X век, например при описанието на село в региона: „Саул е приятно планинско селище. В него живеят афгани.“
Абу Райхан ал-Бируни описва афганите през XI век като племена, живеещи в планините на запад от река Инд, по-точно Сюлеймановите планини. Ибн Батута посещава афганските земи през 1333 година, като за пътешествието си пише: „Пътувахме до Кабул, някога огромен град, днес село, населявано от персийско племе с названието афгани. Те управляват планини и дефилета, силни са и се занимават с разбойничество. Тяхната основна планина е Кух Сулайман“.
През 16 век персийският историк Фирища изучава задълбочено афганите. Той пише:
| „ | Мъжете от Кабул и Хилж също си заминаха; и когато бяха разпитвани за мюсюлманите в Кохистан (планините) и как стоят нещата там, те отговаряха – „Не го наричайте Кохистан, наричайте го Афганистан, защото там няма нищо друго освен афганци и смут“. И поради тази причина обитателите на тази страна я наричат на родния си език Афганистан, а себе си – афгани. | “ |

Втората част от названието на държавата е авестийската наставка – стан, присъща за много страни от региона и означаваща „място“. Моголският император Захиредин Бабур използва названието Афганистан в своите писания през XVI век, имайки предвид традиционното пущунско землище между Хиндукуш и река Инд. През 1857 г. в своя рецензия Фридрих Енгелс описва Афганистан като:
| „ | обширна страна в Азия...простираща се между Персия и Индиите от в едната посока, и от Хиндукуш до Индийския океан в другата. Част от нея са персийските провинции Хорасан и Кухистан, а също и Херат, Белуджистан, Кашмир, Синд, и значителна част от Пенджаб. Най-големите градове са столицата Кабул, Газни, Пешавар и Кандахар. | “ |

Държавата е призната като суверенна и независима под името Афганистан през 1919 година след договора от Равалпинди.

## География

### Разположение и топография
С площ 647 500 km² Афганистан е десетата по големина държава в Азия и четиридесета в света. Разположена във вътрешността на Азия, страната няма излаз на море. Обикновено е причислявана към региона Южна Азия, в по-редки случаи – към Централна Азия. Афганистан е смятан също за част от Ислямския свят и Широкия Близък изток.
Афганистан е разположен между 29° и 39° северна ширина и между 60° и 75° източна дължина. Граничи с Иран на запад, Пакистан на юг и изток, Туркменистан, Узбекистан и Таджикистан на север, има и малка обща граница с Китай на североизток.
Около 3⁄4  от територията на Афганистан е заета от планини. На североизток се намира Хиндукуш, където е и най-високата точка в страната, разположеният на границата с Пакистан връх Ношак (7492 m). На север от Хиндукуш в границите на Афганистан влизат южните части на Памир, а на юг и югозапад са разположени планински вериги, много от които с височина над 4 хиляди метра, които покриват по-голямата част от страната. Югозападните, западните и северните окрайнини на страната са равнинни.
Речната мрежа в Афганистан е разделена неравномерно. Тя е най-гъста в северната и североизточната част на страната. Голяма част от реките са с вътрешно оттичане и само няколко принадлежат към басейна на Индийския океан. Реките имат предимно снежно-ледников режим. В равнините са пълноводни през пролетта, а през лятото намаляват и много от тях изчезват в пясъците.

### Климат
В Афганистан преобладава сухият, субтропичен климат. Средната температура през юли е между 24 и 32 °C, а на надморска височина между 2500 и 4000 m е −10 °C. Зимата в равнините е мека, неустойчива, средна температура за януари е между 0 и 8 °C, но на места понякога се понижава до −30 °C. На височина над 3000 m снегът се задържа в продължение на 6 – 8 месеца. Най-голямо количество валежи падат през зимата, но те не са равномерни.

### Флора и фауна
Растителността е предимно степна и пустинна. Само в планинските райони до границата с Пакистан има неголеми площи с гори от западно хималайски тип: на височина от 2000 до 2400 m – вечнозелен дъб, от 3300 до 3400 m – бор, бяла ела, хималайски кедър.
Преобладават горските и пустинните животни. От копитните се срещат муфлони, диви кози и свине, джейрани, от хищните – вълк, хиена, леопард, чакал, от влечугите – костенурки, змии.

## История
Макар че съвременната афганистанска държава е основана едва през 1747 година от Ахмад Шах Дурани, страната има древна история, в хода на която попада под влиянието на няколко различни цивилизации. Археологическите изследвания показват, че територията на Афганистан е населявана поне от 50 хиляди години, а земеделските общности там са сред най-ранните в света.
В началото на историческата епоха страната е населявана от индоевропейски народи, сред които скити, бактри, арийци, арахози. През следващите столетия тя последователно попада под властта на мидийците, персите, Александър Македонски, Селевкидите, индо-гърците, индийците, тюрките и монголците. В по-ново време военни действия в Афганистан провеждат Русия, Великобритания, Съветския съюз и Съединените щати със своите съюзници от НАТО. От друга страна в различни периоди обитателите на Афганистан образуват свои империи, разпростиращи се в съседните части на Иран, Централна Азия и Индийския субконтинент.

## Държавно устройство
Конституцията от 2003 година определя Афганистан като ислямска република с разделение на властите на три – изпълнителна, законодателна и съдебна. Изпълнителната власт се осъществява от президент, пряко избиран с петгодишен мандат, и назначената от него администрация.
Законодателен орган е двукамарното Национално събрание. Долната камара включва 249 депутати, избрани с пряко гласуване. Сегашният състав на камарата е избран през 2005 година на първите парламентарни избори в страната след 1969 година. Горната камара се състои от 102 представители – 1⁄3  назначени от президента, 1⁄3  – от провинциалните съвети и 1⁄3  – от районните съвети.
Корупцията е огромен проблем за държавната администрация. Неправителствената организация Транспаренси Интернешънъл определя Афганистан като третата най-корумпирана държава в света. Службата по наркотиците и престъпността към ООН публикува доклад през 2010 година, според който 23 % от БВП на страната се генерира от подкупи. Редица министерства злоупотребяват със своите средства и много високопоставени членове на правителството източват стотици милиони щатски долари държавни финанси, най-вече през Кабул Банк. Съединените щати заплашват да спрат помощите си за страната, ако корупцията не бъде намалена.

### Административно деление
Афганистан е административно разделена на 34 провинции (велаяти), като всяка провинция има своя столица и е разделена на няколко района.
Провинциите са:
1. Бадакшан
2. Багдис
3. Баглан
4. Балк
5. Бамян
6. Дайкунди
7. Фарах
8. Фаряб
9. Газни
10. Гор
11. Хелманд
12. Херат
13. Джаузджан
14. Кабул
15. Кандахар
16. Каписа
17. Хост
18. Конар
19. Кундуз
20. Лагман
21. Логар
22. Нангархар
23. Нимруз
24. Нуристан
25. Орузган
26. Пактия
27. Пактика
28. Панджшир
29. Парван
30. Саманган
31. Сарипол
32. Тахар
33. Вардак
34. Забул

## Население
В Афганистан през 2007 година населението е 31 145 923 души. В страната има около 20 народа, принадлежащи към различни езикови групи. Етническия състав е следния: 40 % – пущуни, 30 % – таджики, 9 % – хазарейци, 9 % – узбеки, 3,5 % – аймаки, 2,5 % – туркмени, 2 % – белуджи и 4 % други националности. В плодородните долини гъстотата на населението достига 100 – 120 души на квадратен километър. По-гъсто населени са Бактрийската долина, басейнът на река Кабул, долината на река Герирут, оазисите по река Аргандаб. Южните пустини и високопланинските райони са безлюдни. По-големи градове в Афганистан са столицата Кабул, Кандахар, Херат, Мазари Шариф и Кундуз. В страната има два официални езика – пущунски (пущу, афганистански) и дари (фарси-йе кабули, персийски) – диалект на персийския език.

### Езици
Дари и Пущу са официалните езици в Афганистан, което прави двуезичието разпространено. И двата езика са идноевропейски от семейството на иранските езици. Персийският е престижен език и е основният начин за комуникация между различните етноси, запазвайки статуса си на лингва франка. Персийският е майчиният език на много афганистански етноси като таджиките, хазарейците и аймаките. Пущу е майчиният език на пущуните, въпреки че много пущуни използват персийски и много не-пущуни мога да говорят на пущу.
Други езици като узбекски, арабски, туркменски, белуджки, пашайски и нуристанските езици (ашкун, кати, прасун, трегами и вайгали) се използват като майчин език от малцинствени групи из цялата страна и имат официален статус в районите, в които се говорят от мнозинството. Други езици са памирски (шугнано-рушански, мунджански, ишкашимски и вахански), брауи, хиндко и киргизки. Много афганистанци могат да говорят на урду, панджабски, хинди, английски и други езици.

### Религия
Над 99 % от населението са мюсюлмани като 80 – 85 % са сунити, 15 – 19 % шиити и 1 % други. До 1890-те района около Нуристан е наричан Кафиристан (земята на кафирите), заради местното население: нуристанците, етнос практикуващ анимизъм, политеизъм и шаманизъм. Освен мюсюлманите има и хиляди сикхи и индуисти, които живеят в големите градове. В миналото е имало малко еврейско общество, което емигрира в Израел и Съединените щати през края на миналия век и момента в Афганистан има само един евреин – Заблон Симинтов. Има малък брой привърженици на зороастризма.
Афганистан е една от седемте държави в света, в които атеизмът е незаконен и наказуем със смъртно наказание.

## Икономика
Афганистан е една от най-изостаналите и бедни страни в света. Брутният вътрешен продукт е около 11,7 милиарда щатски долара или 416 щатски долара на човек от населението (2008; по номинална стойност). Стопанският живот е силно засегнат от съветската окупация и последвалите продължителни конфликти, но след 2001 година се наблюдава известна стабилизация. Тя се дължи на прекратяването на военните действия, завръщането в страната на около 4 милиона бежанци и притока на външно финансиране, най-вече в инфраструктурни проекти. 
След американската окупация обаче започва един от най-тежките периоди за Афганистан с една от най-многобройните миграции в чужбина. Голямо множество хора (предимно мъже) са принудени да напуснат страната заради страх от новото ислямистко правителство, вътрешни междуфракционни конфликти и поради невъзможност за препитание. 
Подземните богатства не са добре проучени. Открити са находища на природен газ, нефт, желязо, цинкови, оловни руди, барит и сяра.

## Образование
Образованието в страната включва средно и висше образование, които се контролират от министерството на образованието и министерството на висшето образование. Образователната система на държавата е разрушена вследствие на десетилетията война, но започва да се възстановява след като Хамид Карзай идва на власт през 2001 г. Над 5000 училища са построени или обновени и над 100 000 учители са обучени и назначени. Според статистиката през 2011 г. над седем милиона ученици и студенти са записани в учебните заведения.
Към 2011 г. около 82 000 студенти са записани в различните университети в цялата страна. Университетът в Кабул отваря отново врати през 2002 г. за студенти от двата пола. През 2006 г. в Кабул е основан Американският университет в Афганистан. Столицата Кабул служи за учебния център на Афганистан, като повечето от най-добрите учебни заведения се намират там. По-големи университети извън Кабул включват Кадахарския университет на юг, Хератския университет на северозапад, Балхския университет на север, Нангахарския и Хосткия университет в източите зони, както и редица други. Националната военна академия на Афганистан е посветена на създаването на кадри за въоръжените сили на държавата. Съединените щати строят шест факултета по образованието и пет тренировъчни колежа за провинциални учители, две големи средни училища в Кабул и едно в Джелалабад.
Нивото на грамотност за цялата страна е ниско, около 28 %. Женската грамотност е около 10 %. През 2010 г. САЩ започва да открива редица учебни центрове Линкълн в Афганистан. Те са създадени, за да служат като програмни платформи, предлагащи уроци по английски, библиотеки, интернет връзка, образователни и други консултантски услуги. Целта на програмата е да се достигне бройката от поне 4000 афганистанци за месец на определено място. Задължителни курсове по грамотност също са представени и на армията и полицията.